# 星川ヒカル
星川 ヒカル（ほしかわ ひかる、1984年3月3日 - ）は、日本の元AV女優。

## 略歴
- 2003年に『G☆STAR』でAVデビュー。
- 2005年にhikaruに改名。
- 2006年に引退した。同時にブログも閉鎖された。
- 2008年にブログ再開。

白澤あげは名義での出演作がある。

## 作品

### アダルトビデオ
白澤あげは名義 
- FUZZ Vol.62 揺れるGカップ Vol.1
- TOKYO BIG BUST VOL.1 鈴木志穂&白澤あげは

星川ヒカル名義
2003年
- G☆STAR（4月30日、VIP）
- 診察室（5月30日、VIP）
- 星川ヒカル Gの誘惑（6月20日、VIP）
- サーキットレディー（6月27日、VIP）
- もぎたてメロン（7月11日、VIP）
- 星川ヒカルの1日体験ソープ嬢（7月30日、VIP）
- 発情XXX（8月29日、VIP）
- スペシャルミックス（9月12日、VIP）
- VIP（10月10日、VIP）
- A級乳犯（10月25日、クリスタル映像）
- 爆乳痴女が犯してあげる（11月29日、クリスタル映像）
- コスプレ召使い（12月11日、クリスタル映像）

2004年
- パイズリ爆乳姦（1月15日、MOODYZ）
- 我行の爆乳行員奴隷乳虐セクハラ凌辱銀行（2月15日、MOODYZ）
- W巨乳〜Sな妄想Mな妄想〜（3月15日、MOODYZ）共演:朝比奈ゆい
- 愛しの看護婦ペット（7月8日、ドリームチケット）
- 会員制高級ソープ 二輪車限定AV女優専門店（9月3日、GLAY'z）共演:青木玲
- 爆乳取締役（9月17日、タカラ映像）
- 巨乳隷嬢 XIV（9月24日、シネマジック）
- 絶対服従CE 第3章 凌辱病棟 天使と患者、被虐の入院生活（10月1日、ゴーゴーズ）共演:相沢みく
- THE巨乳スチュワーデス 3（10月6日、ドリームチケット）他出演:RIRICO、川島みなみ
- パジャマっ娘（11月1日、ワンズファクトリー）他出演:月丘うさぎ、長谷川ちひろ、秋月杏奈（紅音ほたる）、友田真希、憂木瞳
- THE 巨乳義妹（11月3日、ドリームチケット）他出演:みずなあんり、早希なつみ
- THE巨乳風俗嬢［癒しのボインマッサージ］（12月1日、ドリームチケット）他出演:水沢ほたる、姫川麗

2005年
- 痴女女社長（1月14日、ドリームチケット）他出演:ゆりあ、三浦沙耶香
- 巨乳中出し240 6 （1月15日、隼エージェンシー）他出演:小川音子、矢藤あき、一条美穂、夜桜すもも、真雪ゆん
- 星川ヒカルのイキッパ!（2月14日、タカラ映像）
- 爆乳奴隷先生（2月10日、グローリークエスト）オムニバス作品
- 星川ヒカルの女体全身性器（3月4日、ディープス）
- 若妻陵辱（3月11日、タカラ映像）他出演:菊原まどか、矢藤あき
- 星川ヒカルのG-cupを4時間見てください!（4月7日、マルクス兄弟）
- もしもこんな○○があったら…パート3（4月8日、V&Rプロダクツ）共演:緒川さら、沢木円 他計5名
- キス・コレクション2 34人のべろんちょ娘（4月15日、隼エージェンシー）他33名出演
- やっぱ！中出しでしょ2 *10人の中出し姫* （5月18日、隼エージェンシー）他9名出演
- オナニスト［第十章］（5月18日、隼エージェンシー）他多数出演
- 綺麗な継母の誘惑 第二章（5月20日、イマージュ）共演:紅蘭
- ボクの新妻は巨乳で裸エプロンでメガネっ娘。（5月24日、ゴーゴーズ）
- 巨乳クラブ 02 「わたし、強引なのもスキなんです…」編（6月15日、ワープエンタテインメント）
- フェラマニア 25人のおしゃぶり姫 （6月15日、隼エージェンシー）他24名出演
- あやつり人形調教記録 Marionette Lady ＃01（8月13日、ウエストメディア）共演:ミュウ（夏目ミュウ）
- 巨乳愛好家 HIKARU（6月16日、ガッツ）
- もも〜ぜっおっぱい!!（9月5日、イエロー）
- 服従イラマチオ 〜爆乳女優イラマ崩壊〜（9月16日、タカラ映像）
- ノーモザイクおまんこ 2（10月7日、カルマ）共演:青木玲、橘未稀
- レ ズ ビアン21 （10月7日、U&K）共演:緒川さら
- ヌキながら学べるギャル語教室（11月19日、クロス）共演:可恋、藤井彩、常夏みかん、森永心愛
- 巨乳スカウトキャラバン・3（11月4日、TMA）オムニバス作品
- 男子禁制 ヌルヌル淫汁遊び（11月25日、U&K）共演:紅音ほたる、安原真美、緒川さら
- マン土手・顔騎オナニー 2（12月9日、アロマ企画）他出演:中野千夏、みずなあんり、友坂れいな、夏樹ミク、豪ともえ、遠山明日香
- 舌頂！超ベロ長フェチシズム 2 〜唾液で口元汚すベロ長娘達〜（12月9日、アロマ企画）他出演:星月まゆら、豪ともえ 他
- 爆乳体感 裸体name（12月10日、ガッツ）

2006年
- コスプレ召使い THE BEST（1月27日、クリスタル映像）他出演:後藤聖子、雪乃まひる、星ありす、前田優香、愛原理彩
- 周りにバレないように声を殺してヤる極上女とのSEX VOL.2（2月4日、ナチュラルハイ）他出演:芹沢樹梨、大沢莉央
- 乳の日 3（3月20日、モヒカン）
- Monthly2時間 撮れたて素材まんま出し 2（8月15日、ワープエンタテインメント）他出演:桐島りおん、美波さら、笠木あやか、寧々、Marin.、伊川なち、志保、米倉夏弥
- オフィスレディ・2（12月8日、ビッグモーカル）他出演:西原しおり、小峰由衣、小泉ありさ、森下ミレナ

2007年
- 超[チョ〜]お宝 VOL.02（1月15日、ワープエンタテインメント）他出演:Marin.、紅音ほたる、今野由愛、桐島りおん、伊川なち、日高ゆりあ、志保

hikaru名義
- 癒らし。VOL.14（3月10日、アウダースジャパン）
- 淫語オナニー愛好家 4（4月16日、ガッツ）共演:みずなあんり、高崎もえ、上原留華、星野つぐみ、桃井りか、宝生琉璃
- glitters online volume 2（6月13日、ウエストメディア）
- グラッシープッシー（7月1日、MOODYZ）共演:天衣みつ、さいとう真央
- オフィスレディ．（8月11日、ビッグモーカル）他出演:小泉ありさ、結城明日香、緒川さら、森下ミレナ
- クールビズ株式会社（8月17日、アキノリ）共演:春風花音、松島やや
- 美しい汗の匂いとレズ接吻（8月20日、激弾カーニバル）共演:西村あみ、京本かえで、夏樹ミク、斉藤亜樹
- 女子アナ 中出し20連発 hikaru 巨乳女子アナ VS テロリスト集団（10月5日、アイエナジー）

## 出演

### テレビ
- 特命係長 只野仁（2003年7月4日、テレビ朝日）
- 朝まで暴走たけし軍団（テレビ朝日）
- Peach-Pit 桃のたね（MONDO TV）